# Casa de Mier
La casa de Mier es un linaje nobiliario español originarios del Valle de Peñamellera en Asturias, al norte de España. Dentro de las obras señoriales en Peñamellera Baja destaca el Palacio de La Cajiga en Abándames, del siglo XVII, perteneciente a la familia Mier junto con el palacio del Palenque y que tiene una estructura similar al anterior y el palacio de San Román, en Panes, datado en el siglo XVII también de la familia Mier.
En la Peñamellera Alta, Asturias, existe una entidad llamada Mier a una altitud de 64 metros en el fondo del valle en el que se encuentra el Palacio de La Lanjarera, que data del siglo XVI y que en lo alto y entre dos ventanas adinteladas se encuentra el escudo de la familia Mier.

## Los Mier en el Imperio Español
Cuatro ramas de los Mier emigraron a América, cada una a diferentes zonas: Perú, Colombia, Chile y México, siendo este último el lugar de donde descienden la mayor parte de los Mier americanos.

### México
Las dos estirpes principales de los Mier en México fueron los Mier-Noriega, y los Mier-Terán. Los Mier que llegaron a México fueron figuras claves de muchos acontecimientos históricos, así por ejemplo, podemos destacar a fray Servando Teresa de Mier, uno de los protagonistas de la independencia del citado país.
Mención especial merece Antonio de Mier y Celis, fundador del Banco Nacional de México y a quien el papa Pío IX le concedió el título de Duque de Mier.
Es en México donde se establecen también en el centro y el sureste del país los Mier y Terán que en al unirse Gregorio de Mier y Terán Alonso con Marian de Celis y Dosal dan origen a los Mier y Celis de los cuales desciende Antonio de Mier y Celis que al casarse con Isabel Pesado de la Llave, sobrina del General Ignacio de la Llave, dan a luz a Antonio Gregorio Mier y Pesado en cuya memoria se crea la Fundación Mier y Pesado dando vida a dos escuelas: el Instituto Mier y Pesado, para niñas, ubicado en la Calzada de Guadalupe de la Ciudad de México, y la Escuela Mier y Pesado, en Coyoacán, para niños. También se crearon dos residencias para ancianos: la Casa de Salud Mier y Pesado, en Orizaba, Veracruz, y la Casa Hogar Mier y Pesado, en Tacubaya.  
Los Mier y Concha se establecieron en Tabasco, Campeche, Chiapas, Estado de México y la capital mexicana aproximadamente desde 1845, a la llegada de José Eugenio Mier de la Concha desde Cantabria, España a Macuspana, Tabasco y dejó raíces en Nacajuca.  Cuando los Mier y Concha comenzaron a dividirse para radicar en otras regiones, algunos empezaron a usar solo el apellido Concha, dejando el de Mier. Es el caso del ingeniero Rafael Concha Linares, hijo de José Guadalupe Concha cuyos apellidos originales eran Mier y Concha y sus nombres son ilustres en Tabasco (una escuela secundaria lleva el nombre de Rafael). y una primaria el nombre de José Guadalupe.  de los cuales al día de hoy descienden varios políticos y funcionarios públicos de dicho estado con el apellido Mier y Concha.
En el estado de Tamaulipas, México, existe el municipio de Mier con su cabecera llamada Ciudad Mier localizado en la zona norte del estado, formando parte de la estrecha faja fronteriza de Tamaulipas, la Frontera entre Estados Unidos y México y el estado de Nuevo León. Ciudad Mier fue fundada el 6 de marzo de 1753 por Jose de Escandón con el nombre de Villa del Paso del Cántaro y que posteriormente pasaría a ser conocida con el nombre de Estancia de Mier ya que el gobernador de Nuevo León de 1710 a 1714, Francisco Mier y de la Torre, solía pasar la noche allí en su camino a Texas. Comenzó a llamarse Estancia de Mier y luego simplemente Mier. Aquí es donde solían detenerse los barcos de vapor cuando subían por el Río Bravo.
Ignacio de la Torre y Mier, político y empresario, estuvo emparentado con la Casa de Grimaldi, la realeza de Mónaco, por medio de su hermana Susana Mariana que contrajo nupcias con el conde Maxence Melchior Edouard Marie Louis de Polignac, abuelos del príncipe Raniero III de Mónaco que fue esposo de la actriz estadounidense Grace Kelly. Ignacio de la Torre y Mier también tuvo relación con la familia del presidente Porfirio Díaz al haberse casado con su hija Amada Díaz.

### Colombia
Por lo que respecta a los Mier que llegaron a Sudamérica, uno de los primeros fue Juan Bautista de Mier y de la Torre, colonizador de la zona norte de la actual Colombia, quién llegó a esas tierras en 1714 y a quien se le concedió el título de Marqués de Santa Coa. El marquesado comprendía la hacienda Santa Bárbara de las Cabezas, que fue muy conocida en la época virreinal. Tuvo dos hijas solamente, Ignacia Andrea casada con un sobrino, Julian de Trespalacios y Mier, segundo Marqués de Santa Coa, y Juana Bartola casada con otro sobrino, José Fernando de Mier y Guerra, personaje principal del Nuevo Reino de Granada en el siglo XVIII, fundando más de veinte poblaciones (El Banco, San Sebastián de Buenavista, Cerro de San Antonio, Pedraza, etc., poblaciones de la margen derecha del río Magdalena desde Mompós hasta el mar Caribe), y quien inició las gestiones para fundar el Marquesado de Torrehoyos, quedando éste constituido por su sobrino Gonzalo José de Hoyos y Mier, casado a su vez con una descendiente directa (bisnieta) de Juan Bautista de Mier y de la Torre y nieta de Julián de Trespalacios y Mier, María Ignacia de Hoyos y Trespalacios. Dentro de las propiedades pertenecientes al Marquesado de Torrehoyos se incluyen las tierras de Loba, de una extensión de más de 650 000 hectáreas. De las tierras de Loba se extrae más de 12 toneladas de oro anualmente, la gran mayoría ilegalmente. Igualmente, parte del marquesado comprende las haciendas "Calenturas" (49 000 hectáreas) y "Carrera Larga" (42 000 hectáreas). Calenturas es el sitio de donde se extraen anualmente más de 25 millones de toneladas de carbón, estando ubicadas las minas de "La Loma" (era una loma en la hacienda y se le llamaba la loma de calenturas), "La Jagua de Ibirico", y otras más.

### Chile
En Chile uno de los troncos principales y más antiguos fue Pedro Gutiérrez de Mier y Arce, nacido en las Montañas de Santander, España. Llegó a Chile con Alonso de Sotomayor en 1583, fue Capitán de Infantería, Capitán de Caballos, Alguacil Mayor y alcalde de Valdivia por título del Presidente Martín García Oñez de Loyola, Corregidor de Concepción, Corregidor de Maule 1607-1609, dueño de la estancia de Perquenco por merced de 12 de octubre de 1609, se casó con Mencía Rasura y Negrete hija de Nuño Hernández Rasura Salomón, noble hidalgo de Castilla, oriundo de La Membrilla, Ciudad Real, España, nieta de Juan Negrete, noble hijodalgo, Conquistador de Chile, Regidor de Concepción 1552 y Angol 1553-1563, encomendero de Angol en 1561. 
En 1762 llega a Chile desde Abiada, Burgos, España, José Joaquín Fernández de Mier y Santiago, hijo de Juan Fernández de Mier Terán y de María de Santiago y López de Los Ríos; noble español de la casa de Mier y Terán, empadronado Hijodalgo en 1757. Se establece en la ciudad de Los Ángeles, en donde tuvo matrimonio con Josefa Jibaja y Sánchez de Valdebenito, hija de José Jibaja, militar español fundador de la ciudad, Capitán de Milicias y de Agustina Sánchez de Valdebenito. Testó el 29 de marzo de 1809, fecha que también se registra como la de su muerte. Su hijo Don Manuel de Mier y Jibaja fue alcalde de Los Ángeles en la actual región del Biobío. Su hija María Antonia de Mier y Jibaja se casa en 1809 con el también militar español Lorenzo Benito de la Maza y Quintanilla, padres de Domingo de la Maza Mier y Terán y Celis.

## Armas y divisa de la Casa

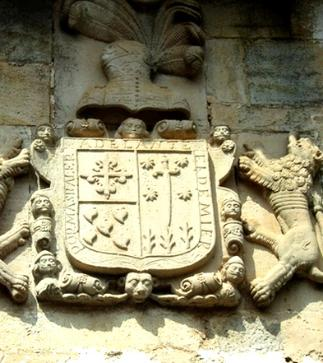
Escudo de la casa de Mier

El escudo de los Mier es cuartelado, 1º de plata, una cruz hueca y floreteada de azur; 2º de azur, una espada de plata circundada de cinco estrellas del mismo metal; 3º de gules, cinco coronas de plata; y 4º de plata, cinco lises de azur.
Su divisa es Adelante el de Mier por más valer.

## En la actualidad
Pertenecen a la casa todos los que se apelliden Mier o acrediten descender de alguien que hubiera ostentado el apellido Mier, por derecho de sangre. Existe en proceso de formación una Casa-Solar de los Mier a la que pueden pertenecer todo aquel que lleve ese apellido y demuestre nobleza de sus dos apellidos. La Presidencia de Honor de la Casa-Solar la ostenta Alberto II de Mónaco, quien es bisnieto de Susana Mariana de la Torre y Mier y Terán y tataranieto de María Luisa de Mier y Terán y Celis

## Ilustres pertenecientes a la Casa
- Alipio Merayo y de Mier, accionista español del Banco Santander y en relación con la casa Glücksburg de Dinamarca.
- Antonio Argüelles y Mier, militar, senador por la provincia de Oviedo reinando Isabel II y diputado en las Constituyentes de 1836.
- Antonio de Mier y Celis, diplomático mexicano. Fundador del Banco Nacional de México.
- Antonio de Mier y Mioño, dueño y señor del Palacio de la Espriella en Villahormes.
- Benita de Inclán y Mier, VIII condesa de Canalejas
- Benito Lles de Mier, Teniente General de los Reales Ejércitos.
- Domingo Trespalacios Mier, Jurista.
- Federico Bernaldo de Quirós y Mier, II Marqués de Argüelles
- Fernando de Mier y Salinas, Catedrático de la Universidad de Salamanca y corregidor de Bilbao.
- Francisco Mier y Salinas, Caballero de la Orden de San Juan.
- Francisco Valdivieso y Mier, I conde de San Pedro del Álamo
- Fray Servando Teresa de Mier, Presbítero, militar y diputado al segundo Congreso Constituyente mexicano.
- García de Mier, Maese de Campo General del Excmo. Duque de Saboya.
- Gonzalo Gómez de Mier, Jurista.
- Gonzalo José de Hoyos y Mier, I Marqués de Torrehoyos.
- Ignacio de la Torre y Mier, empresario, diputado y político mexicano, tío del Duque Pedro de Polignac
- Jerónimo de Mier, Miembro del Consejo Supremo de la Inquisición.
- Joaquín Mier y Benítez, dueño de la Quinta de San Pedro Alejandrino.
- Joaquín Pedro de Mier y Díaz Granados, V Marqués de Santa Coa.
- José de Mier y Noriega, alcalde de hijodalgo de la Real Chancillería de Valladolid.
- José Fernando de Mier y Guerra, fundador de más de veinte poblaciones en el Nuevo Reino de Granada.
- Juan Gómez de Mier, Inquisidor de Cartagena de Indias.
- Juan Bautista de Mier y de la Torre, I Marqués de Santa Coa.
- Juan Nepomuceno Mier y Altamirano, juez, político y poeta mexicano del siglo XIX.
- Juan Toribio de Trespalacios y Mier, III Marqués de Santa Coa.
- Julián de Trespalacios Mier y Guerra, II Marqués de Santa Coa.
- Manuel Mier y Terán, militar y político insurgente que peleó en las filas de Miguel Hidalgo y Costilla y José María Morelos y Pavón.
- Matías Barrio y Mier, diputado del Congreso por Palencia y el Cervera de Pisuerga en repetidas ocasiones entre 1871 y 1907.
- Oliverio Martínez y Mier, notario, político y empresario asturiano, diputado a cortes reinando Alfonso XIII.
- Pablo Mier y Mestas, coronel y comandante general de la Segunda Legión de Castilla en 1811.
- Sebastián B. de Mier, diplomático mexicano, ministro de México en Londres y Francia de 1899 a 1911.
- Susana Mariana Estefanía de la Torre y Mier, abuela del príncipe soberano Raniero III de Monaco.
- Toribio de Mier, Miembro del Consejo Real de Navarra.

## Edificios relacionados con la Casa

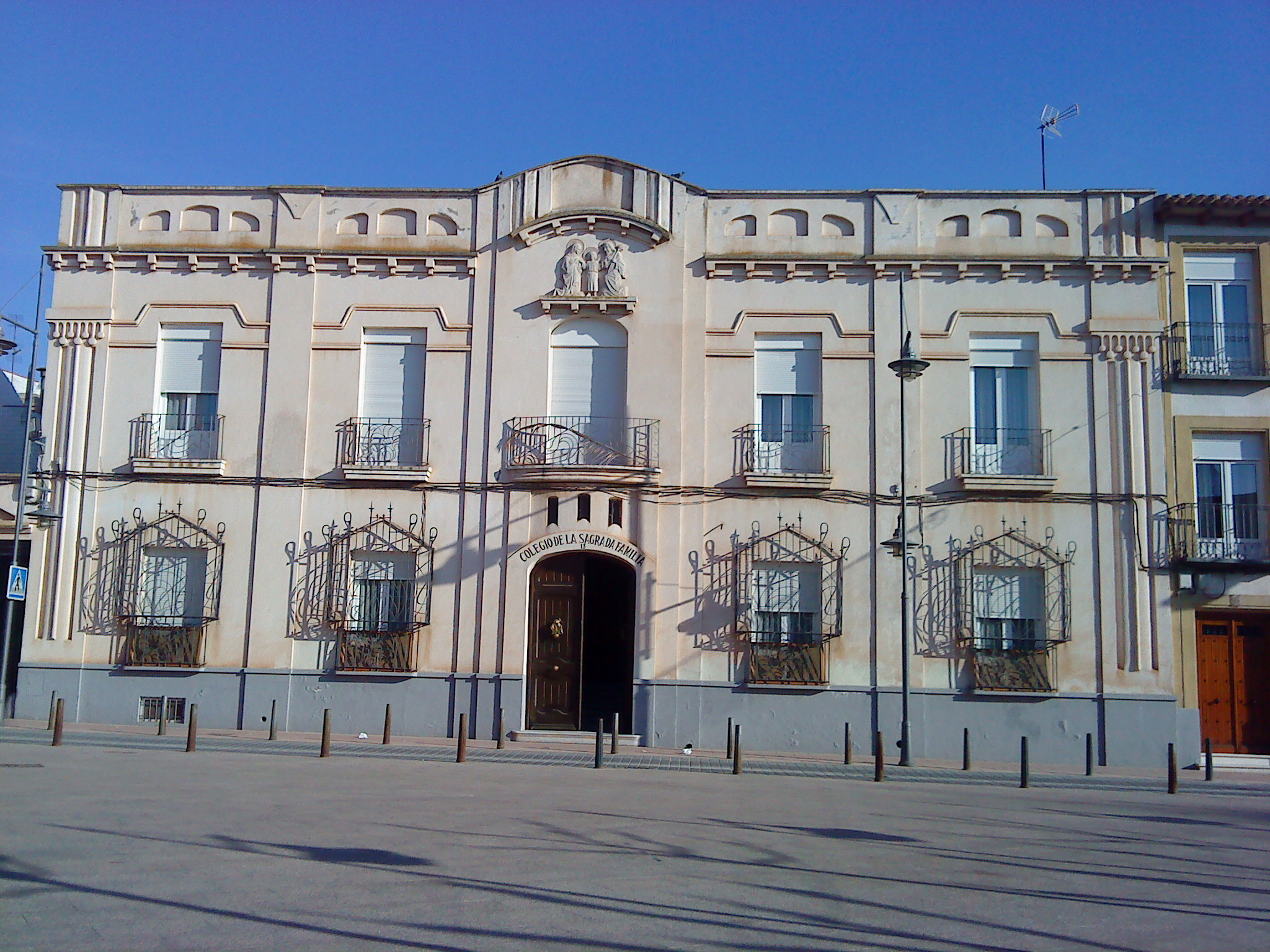
Casa de Don Oliverio Martínez Mier en Alcázar de San Juan

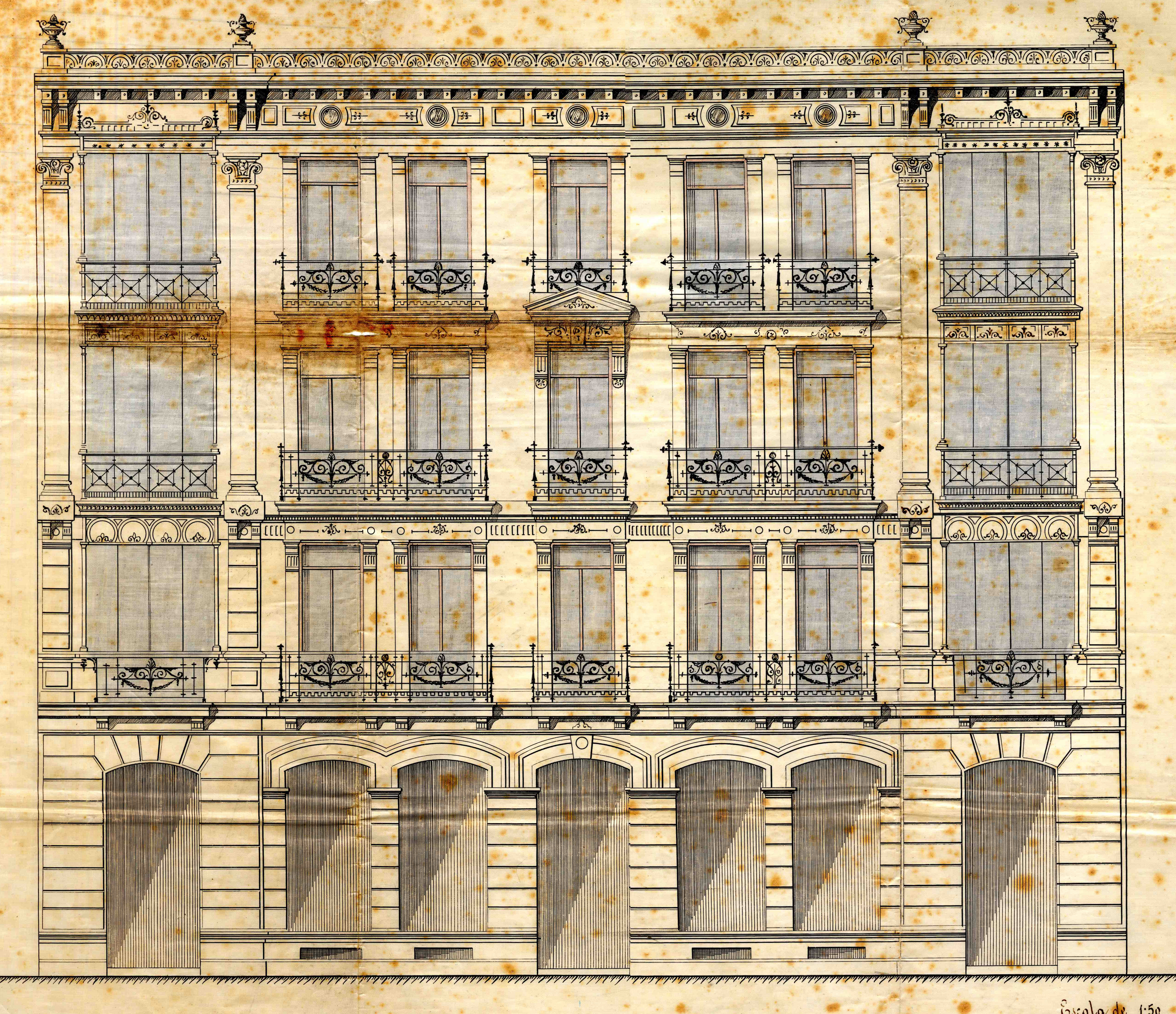
Casa de Don Oliverio en la Calle Fruela, Oviedo diseñada por Juan Miguel de la Guardia

- Iglesia de San Pedro de Plecín, fundada por el Conde Vela.
- Palacio de San Román de Panes, Casa de los Señores de Mier.
- Palacio de Mier (Ruente, Cantabria).
- Palacio de Mier y Pesado (Orizaba, México), residencia de los Duques de Mier.
- Palacio de la Cajiga (también llamado de los Mier), actualmente reconvertido en hotel.
- Casa Palacio de Don Oliverio Martínez Mier en Alcázar de San Juan. Diseñada por el arquitecto modernista Críspulo Moro Cabeza a principios del siglo XX. Actualmente forma parte del colegio Sagrada Familia.
- Palacio de los Mier (Carmona, Cantabria).
- Casona de los Mier (Sopeña, Cantabria).
- Casona de Quintana de Mier (Siejo, Peñamellera Baja).
- Casona Mier y Terán.
- Palacio de Guerra y Mier, El Cotero, Buelles, Peñamellera Baja Asturias.
- Palacio de Mier. Mier, Peñamellera alta. (Asturias)
- Portales de la Marquesa (Mompox, Colombia).
- Quinta de San Pedro Alejandrino, Santa Marta, Colombia.                                            15- Quinta de Mier ( Hoy Campo Serrano) , Santa Marta, Colombia.                                                                                    16-Casa Santa Coa , Barranquilla. Colombia.                                         17-Casa del Márques de Santa Coa, Santa Marta, Colombia